# Lignerolles, Eure
Lignerolles är en kommun i departementet Eure i regionen Normandie i norra Frankrike. Kommunen ligger i kantonen Saint-André-de-l'Eure som tillhör arrondissementet Évreux. År 2022 hade Lignerolles 356 invånare.

## Befolkningsutveckling
Antalet invånare i kommunen Lignerolles
Referens:INSEE